# 长序羊角藤
长序羊角藤（学名：Gynochthodes lacunosa），为茜草科羊角藤属下的一个植物种。分布于马来西亚、泰国、中国的云南和西藏。